# گمینا یاروچین (استان پودکارپاتسکیه)
گمینا یاروچین (استان پودکارپاتسکیه) (به لهستانی:  Gmina Jarocin) یک گمینا در لهستان است که در شهرستان نگسکو واقع شده‌است. گمینا یاروچین ۹۰٫۴۳ کیلومتر مربع مساحت و ۵٬۴۴۴ نفر جمعیت دارد.